# دیوید اتکینس
دیوید اتکینس (به انگلیسی: David Atkins) (زاده ۲ آوریل ۱۹۶۶) کارآفرین، بازرگان و مدیر ارشد اجرایی بریتانیایی است، که در حال حاضر به‌عنوان مدیر عامل اجرایی شرکت همرسون فعالیت می‌کند.